# Mescherin
Mescherin es un municipio situado en el distrito de Uckermark, en el estado federado de Brandeburgo (Alemania), a una altura de 4 metros. Su población a finales de 2016 era de 800 habs. y su densidad poblacional, 25 hab/km².
Se encuentra a la orilla del río Oder que lo separa de Polonia.